# Vicent Miquel i Diego
Vicent Miquel i Diego, né à La Nucia (province d'Alicante, Espagne) le 2 décembre 1939 et mort à Valence le 1er avril 2016, est un juriste, militant politique et activiste culturel valencianiste, de sensibilité politique démocratie chrétienne et défenseur du personnalisme communautaire,.
Il est frère de la pédagogue et écrivaine Carme Miquel (es).

## Biographie
Il entre en contact avec les milieux valencianistes très jeune, à travers les cours de langue de Lo Rat Penat.
Il commence ses études à l'université de Valence quen 1958-1959. L'année suivante, avec d'autres comme Lluís Vicent Aracil, ces nouveaux étudiants organisent l'« Aula Ausiàs » (la « Classe Ausiàs March »), nom suggéré par le philologue Manuel Sanchis Guarner, qui centre son travail sur la réalisation d'événements culturels marqués au caractère valencianiste marqué. L'Aula devient aux yeux d'une partie des jeunes étudiants de l’époque une sorte de « Front culturel » d'un nouveau mouvement nationaliste qui en train de naître. Ils y rencontrent Joan Fuster, qui deviendra mentor de toute une nouvelle génération d'étudiants valencianistes engagés contre la dictature franquiste,. L’une des premières actions de ce groupe est de présenter, avec succès, une candidature dirigée par Aracil aux élections du SEU de Valence, le syndicat étudiant unique du franquisme, d'affiliation obligatoire.
En 1965, il participe à la fondation du parti Unió Democràtica del País Valencià (UDPV), dont il est membre du Conseil exécutif,.
Il est l'un des promoteurs de la campagne ayant recueilli 20 000 signatures en faveur de l'incorporation du valencien dans la liturgie à l'occasion de la célébration du Concile Vatican II. En 1965, il publie sur ce sujet L'Església valentina i l'ús de la llengua vernacla (« L'Église valencienne et l'usage de la langue vernaculaire »).
Dans les rangs d'UDPV, il est candidat au Congrès aux élections constituantes de 1977, premières élections démocratiques depuis la guerre civile.
Durant la Transition, il travaille comme greffier du Conseil du Pays valencien, le gouvernement pré-autonomique,,.
Après la défaite électorale d'UDPV en 1977, il poursuit sa militance en participant aux « tertulias de l'Hôtel Anglès », annonciatrices de la troisième voie du valencianisme,,,.
Il participe également à la refondation d'UDPV en tant qu'association citoyenne en 1996,.
Contributeur des revues  Gorg, Serra d'Or et Cuadernos para el Diálogo durant le franquisme, il devient un contributeur régulier de Saó entre 1978 et 1997,,,.
Sur le plan professionnel, licencié en droit à l'université de Valence, il a travaillé en tant que secrétaire général des ayuntamientos d'Almassora, Mazarrón (Murcie), Algemesí et Paterna, avant de devenir secrétaire général de celui de de Valence en 1991 jusqu'à sa retraite en 2009,,. Il a également exercé comme professeur associé de droit administratif à l'université de Valence.[réf. nécessaire]